# Francis Poulenc
Francis Jean Marcel Poulenc [fʀɑ̃ˈsis ʒɑ̃ maʀˈsɛl puˈlɛ̃k], francoski skladatelj in pianist, * 7. januar 1899, Pariz, † 30. januar 1963, Pariz.
Polenc je bil član skupine francoskih glasbenikov, imenovane Les Six. Komponiral je glasbo raznolikih zvrsti, med drugim samospeve, komorno glasbo, oratorije, opere, baletno in različno orkestersko glasbo. 

## Življenje
Njegova mati je bila ljubiteljska pianistka, naučila ga je igranja na instrument in glasba je postala del družinskega življenja - klavirske skladbe prevladujejo v Poulencovem zgodnejšem opusu. Sicer se v njegovih skladbah kaže vpliv Mozarta in Saint-Saënsa, katerih melodiko skladatelj pogosto citira. 
Kasneje v življenju ga je izguba tesnih prijateljev privedla do odločitve, da se poda na romanje k Temni Mariji v Rocamadour, kjer je ponovno odkril svojo katoliško vero. Skladbe iz tega obdobja so resnejše in bolj poglobljene, najbolj značilna predstavnica je njegova opera Pogovori karmeličank.
Kot najmlajši skladatelj skupine Les Six, v kateri so poleg njega sodelovali mladi skladatelji Milhaud, Auric, Durey, Honegger in Tailleferre, je bil tudi povezan z Erikom Satiejem in Jeanom Cocteaujem. Poulenc se je zanimal tudi za dadaistično gibanje.
Umrl je za srčnim infarktom leta 1963.

## Dela (izbor)
| Komorna glasba: - Sonata za 2 klarineta, op. 7 (1918/1945) - Sonata za violino in klavir, op. 12 (1918) - Klavirska suita (1920) - Sonata za klarinet in fagot, op. 32 (1922/1945) - Sonata za rog, trobento in pozavno, op. 33 (1922/1945) - Trio za oboo, fagot in klavir, op. 43 (1926) - Villanelle za dude in klavir, op. 74 (1934) - Suite française za 2 oboi, 2 fagota, 2 trobenti, 3 pozavne, tolkala in čembalo, op. 80 (1935) - Sekstet za klavir in pihalni kvintet, op. 100 (1932-9) - Sonata za violino in klavir, op. 119 (1942-3/1949) - Sonata za čelo in klavir, op. 143 (1940-48) - Trois mouvements perpétuels za 9 glasbil, op. 14 (1946) - Sonata za flavto, op. 164 (1956-7) - Elégie za rog in klavir, op. 168 (1957) - Sarabanda za kitaro, op. 179 (1960) - Sonata za klarinet, op. 184 (1962) - Sonata za oboo, op. 185 (1962) | Ostala dela: - Baletna glasba Les Biches (1922/23) - Concert champêtre za čembalo, (1927-1928) - Concerto Choréographique za klavir in 18 instrumentov, »Aubade«(1930) - Koncert za 2 klavirja in orkester, d mol (1932) - Koncert za orgle, godala in timpane, g mol (1938) - Zgodba o barbarskem slonu, za klavir in recitatorja (1940 - orkestracija Jean Françaix 1945) - kantata Figure humaine za dva zbora a cappella (1943), krstna izvedba: januar 1945, London - Opera Les mamelles de Tirésias (1947) - Koncert za klavir in orkester (1949) - Opera Pogovori karmeličank (1957) - Opera La Voix Humaine (1959) - Gloria 1959, krstna izvedba: Boston (1961) - Stabat Mater (1950) |